# 竹下駅
竹下駅（たけしたえき）は、福岡県福岡市博多区竹下四丁目にある、九州旅客鉄道（JR九州）鹿児島本線の駅である。駅番号はJB01。

## 歴史

### 年表
- 1913年（大正2年）9月21日：鉄道院の駅として開設[2]。
- 1968年（昭和43年）3月2日：午前6時、駅構内に600人の国労組合員と1400人の支援労働組合員が集結。ジグザグデモを行い鉄道公安職員や機動隊と衝突[3]。
- 1973年（昭和48年）3月：2代目現駅本屋完成。
- 1984年（昭和59年）2月1日：貨物及び荷物扱い廃止[2]。
- 1987年（昭和62年）4月1日：国鉄分割民営化によりJR九州が継承[2]。
- 2000年（平成12年）1月29日：自動改札機を設置し、供用開始[4]。
- 2005年（平成17年）
  - 3月1日：上り通過線の供用開始[5]。
  - 10月1日：下り通過線の供用開始[6]。
- 2009年（平成21年）3月1日：ICカードSUGOCAの利用を開始[7]。
- 2011年（平成23年）8月21日：駅ホームの南側を竜巻が通過し、西口通路（建設中）の足場が倒れ上り通過線を支障、ホーム屋根の一部が飛ばされる等の被害を受ける。列車・利用客への被害は無し。
- 2011年（平成23年）11月15日：西口通路が開通[8]。
- 2013年（平成25年）：西口前に駅前広場と駐輪場を新設（駅前広場は3月15日、駐輪場は4月1日供用開始）[9]。

### 駅名の由来
開業当時の地名（筑紫郡那珂村字竹下）が由来。
「竹下」は古くは「岳下」と書き、駅西方にある丘陵（岳）地帯の高宮地区の麓（下）に築かれたことが由来である。

## 駅構造

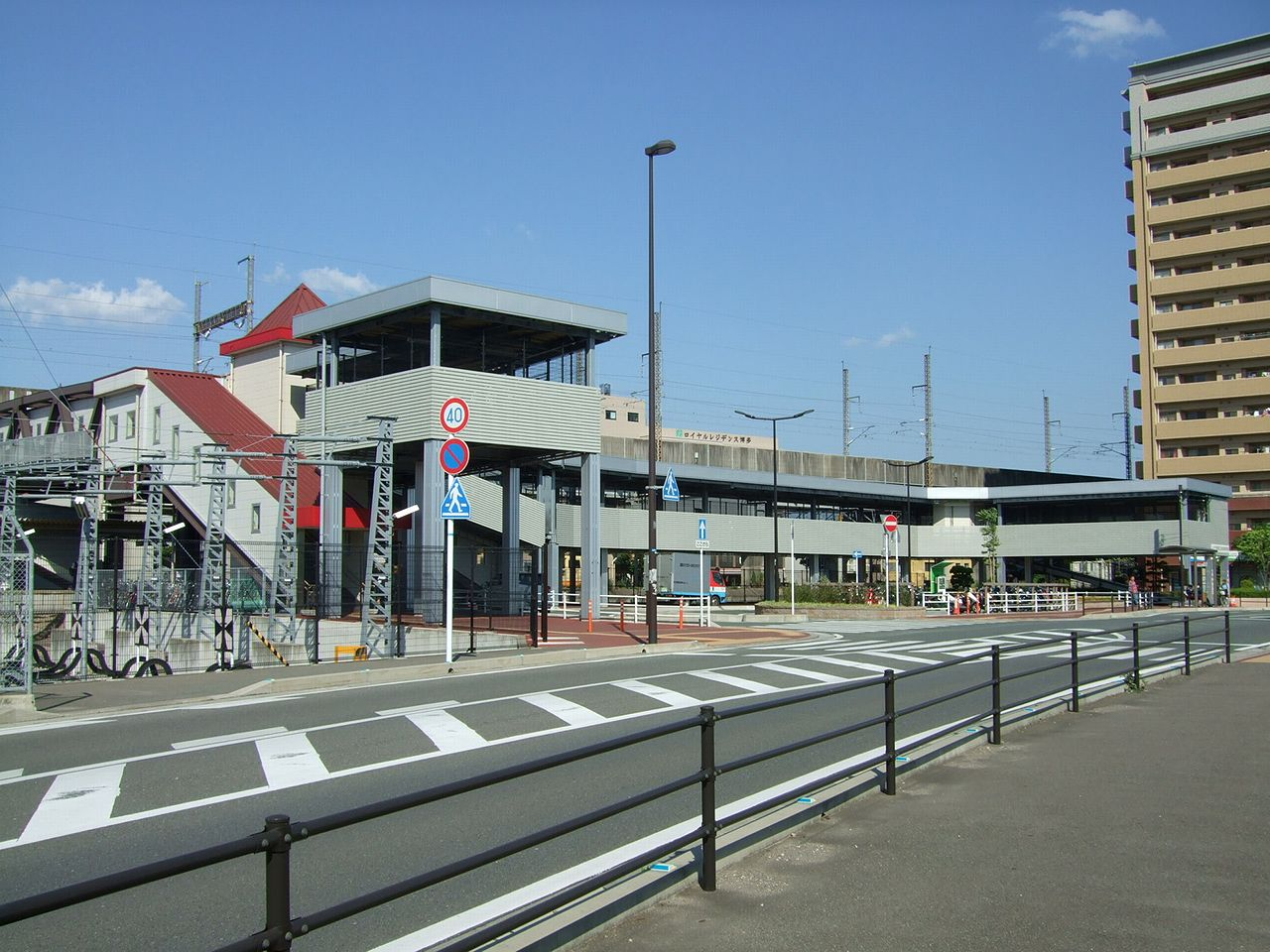
西口（2020年11月）

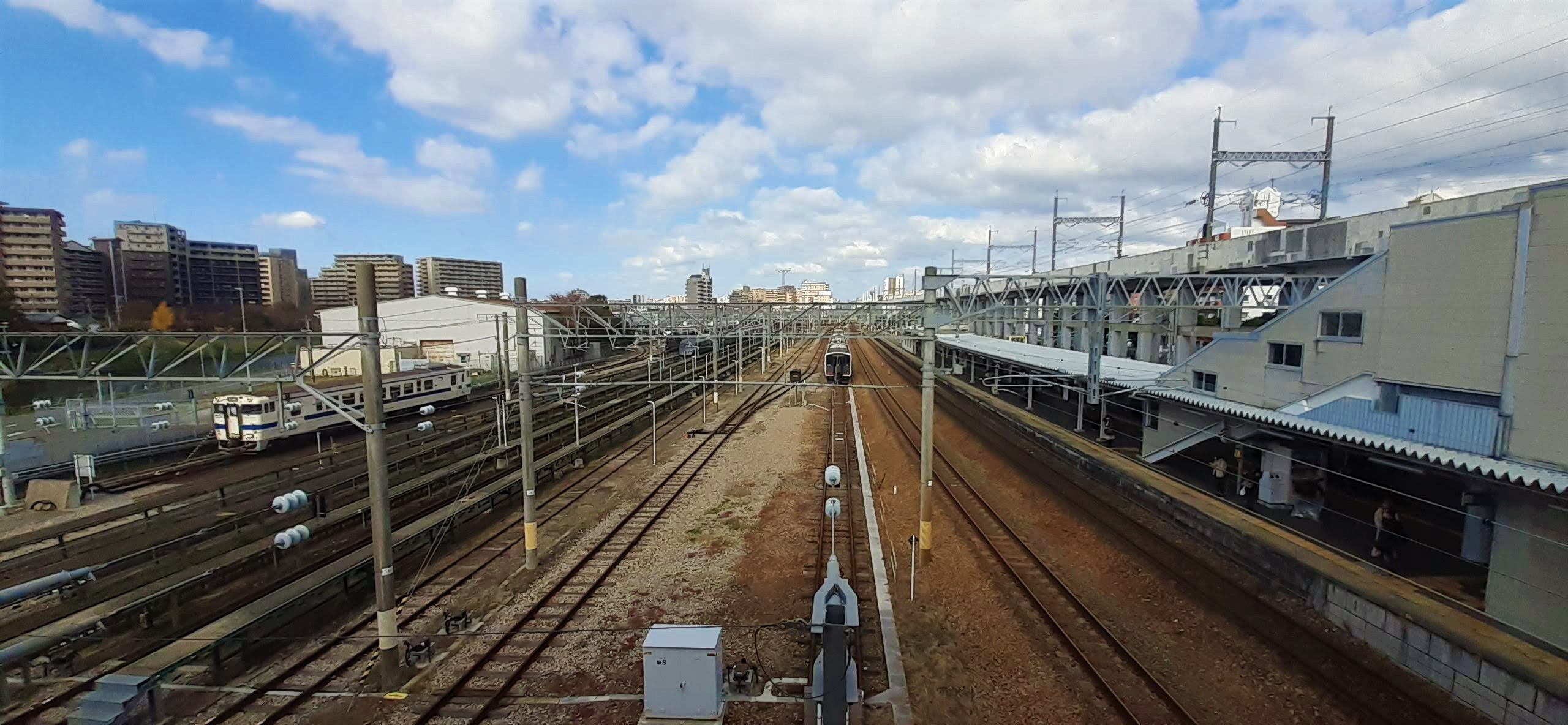
竹下駅ホーム（右側）、左側には博多運転区がある（2020年11月）

島式ホーム1面2線を有する地上駅で橋上駅舎を備える。駅舎は駅構内東側の九州新幹線・博多南線高架下に設けられ、橋上駅であるが駅舎は駅の東側に位置している。かつては駅への出入りも駅東側からしか出来なかったが、2011年に駅西側と駅舎を結ぶ通路を新設し、西側からの出入りも可能となった。また2013年には駅西口前に駅前広場等を整備している。
2005年（平成17年）10月1日ダイヤ改正より上下線外側に通過用線路が敷設され、そちらが本線となった。駅構内西側は博多運転区（旧竹下気動車区・現南福岡車両区竹下車両派出）であり多数の車両が出入りしている。駅横には博多南線が鹿児島本線に並行し、駅のすぐ南側で鹿児島本線を跨ぎ越す。駅入口のスピーカーからは毎日午前8時（『エーデルワイス』）・正午（『線路は続くよどこまでも』）・午後6時（『夕焼小焼』）に音楽が流れ、時を告げている。
ホーム有効長はかつては12両分あったが、前述の通過線敷設の関係で、現在は9両編成までとなっている。
直営駅であり、みどりの窓口及び自動改札機が設置されている。

### のりば
| のりば | 路線       | 方向 | 行先                     |
| ------ | ---------- | ---- | ------------------------ |
| 1      | 鹿児島本線 | 下り | 鳥栖・久留米・大牟田方面 |
| 2      | 鹿児島本線 | 上り | 博多・小倉方面           |

## 利用状況
2023年（令和5年）度の1日平均乗車人員は9,470人であり、JR九州の駅としては第14位である。
近年の1日平均乗車人員は以下の通り。
| 年度               | 1日平均 乗車人員 |
| ------------------ | ---------------- |
| 1987年（昭和62年） | 3,408            |
| 1988年（昭和63年） | 3,986            |
| 2011年（平成23年） | 5,656            |
| 2012年（平成24年） | 5,948            |
| 2013年（平成25年） | 6,656            |
| 2014年（平成26年） | 6,999            |
| 2015年（平成27年） | 7,540            |
| 2016年（平成28年） | 7,897            |
| 2017年（平成29年） | 8,350            |
| 2018年（平成30年） | 8,580            |
| 2019年（令和元年） | 8,693            |
| 2020年（令和02年） | 6,861            |
| 2021年（令和03年） | 7,441            |
| 2022年（令和04年） | 9,234            |
| 2023年（令和05年） | 9,470            |

## 駅周辺
博多区南西端であり、博多区と南区の区境に近い。
- 東口側 - 鹿児島本線と並行して竹下通りが通る。駅前の竹下通り沿いには商店街があり、その周辺は住宅地となっている。
  - アサヒビール博多工場・アサヒビール園博多店 - 駅北側。かつては当駅と工場を結ぶ専用線があったが、現在はトラック輸送に転換され消滅した。
  - 沖学園中学校・高等学校
  - 那珂八幡宮・那珂八幡古墳
  - 沖学園玉水幼稚園
  - ロイヤルホールディングス本社
  - 博多松栄軒 - 駅南側の踏切付近(新幹線高架下 / 旧・北九州駅弁当博多工房跡)
  - 山口油屋福太郎本社工場 - 駅南側（南区側）
  - 福岡空港 - 国際線ターミナルビルは北東約2.5km。福岡空港（板付基地）に米空軍が常駐していた頃には、当駅と基地を結ぶ専用線があった。
  - コマーシャルモール博多
  - フォレオ博多
  - 三井ショッピングパークららぽーと福岡
  - 西日本鉄道竹下自動車営業所

- 西口側 - 鹿児島本線と並行して那珂川が流れており、西口向かいに架かる橋を渡ると南区に入る。西口周辺部は住宅地のみ[13]。西鉄大橋駅や南区役所などの南区中心部は西口から約1km前後の場所にある。
  - 福岡市南区役所
  - 福岡県南警察署
  - 福岡市消防局南消防署
  - 公立学校共済組合九州中央病院
  - 九州大学大橋キャンパス
  - 第一薬科大学
  - 福岡第一高等学校・第一薬科大学付属高等学校
  - 西鉄天神大牟田線 大橋駅

## バス路線
東口前に西日本鉄道（西鉄バス）「竹下」停留所、西口前に同「竹下駅西口」停留所がある（路線は2025年3月15日現在）。
竹下
- 西日本鉄道
  - ■■46：井尻駅東口・井尻六ツ角・福岡女学院 / 井尻駅東口・井尻六ツ角・桜並木駅 / 井尻駅東口・井尻六ツ角・福岡徳洲会病院 / 博多駅・天神・博多埠頭
  - ■直行：福岡空港国際線ターミナル
  - ■直行・■46L：ららぽーと福岡

竹下駅西口
- 西日本鉄道
  - ■■48：レークヒルズ野多目 / 博多駅・博多埠頭
  - ■48-1：老司団地
  - ■48-2：博多駅筑紫口
  - ■■63：西鉄大橋駅 / 天神・博多埠頭

## 隣の駅
九州旅客鉄道（JR九州）
 鹿児島本線
■快速・■区間快速（いずれも速達、一部列車のみ停車）
博多駅 (00) - 竹下駅 (JB01) - 南福岡駅 (JB03)
■快速・■区間快速（いずれも快速系は博多駅 - 南福岡駅間各停）・■普通
博多駅 (00) - 竹下駅 (JB01) - 笹原駅 (JB02)